# 独仏関係

フランス帝国の版図（1812年）

独仏関係（どくふつかんけい、ドイツ語: Deutsch-französische Beziehungen、フランス語: Relations entre l'Allemagne et la France）では、ドイツとフランスの二国間関係について述べる。
両国は欧州連合の中心的な存在で（独仏枢軸ともいわれる）、現在両国は友好関係を築いているが、歴史的には長らく対立関係にあった。

## 年表
- 843年 ヴェルダン条約によりフランク王国が西、中、東フランク王国に分裂
- 1618年 三十年戦争開戦
- 1648年 三十年戦争終戦、ヴェストファーレン条約締結
- 1701年 スペイン継承戦争
- 1756年 七年戦争
- 1789年 フランス革命が始まる
- 1793年 第一次対仏大同盟結成
- 1795年 バーゼルの和約
- 1804年 ナポレオン、皇帝に即位
- 1806年 ナポレオンの圧力でライン同盟成立
- 1813年 ライプツィヒの戦い
- 1814年 第一次パリ条約
- 1870年 普仏戦争
- 1905年、1911年 モロッコ事件
- 1914年 第一次世界大戦開戦
- 1919年 ヴェルサイユ条約締結
- 1923年 フランスがルール地方を占領
- 1925年 ロカルノ条約締結
- 1933年 ドイツでナチ党が政権を掌握
- 1935年 フランス・ドイツ委員会（フランス語版）設立
- 1936年 ラインラント進駐、フランスは宥和政策をとる
- 1938年 ドイツはオーストリアやズデーデン地方、1939年にはチェコ全土を併合するも、フランスは宥和政策をとりドイツへ譲歩
- 1939年 ドイツ軍がポーランドに侵攻、英仏はドイツに宣戦布告し第二次世界大戦開戦、しかし独仏間では陸上戦闘が皆無に近い状態であった。（まやかし戦争）
- 1940年 ドイツ軍がフランスに侵攻。開戦一か月でパリが占領され、コンピエーニュの森で独仏休戦協定調印。ヴィシー政権樹立
- 分割占領されたドイツの地図1944年 連合国軍がノルマンディーに上陸

分割占領されたドイツの地図

- 1945年 ドイツ降伏、ドイツは連合国に占領される。フランスは南西部を占領
- 1949年 西ドイツが成立・NATO設立。両国とも西側諸国に
- 1952年 ECSC創設
- 1957年 フランスの保護領だったザールがドイツに復帰
- 1958年 EEC、EURATOM創設
- 1963年 仏独協力条約（エリゼ条約）調印
- 1967年 欧州共同体創設
- 1989年 ドイツ・フランス合同旅団創設
- 1990年 ドイツ再統一
- 1992年 マーストリヒト条約調印、欧州連合創設
- 2003年 イラク戦争ではアメリカの政策に両国とも反発
- 2019年 アーヘン条約締結

## 独仏国境
ライン川に沿って国境線があり、約450kmの長さがある。普仏戦争でアルザス・ロレーヌが国境となるも、第一次世界大戦でフランスが奪還する。第二次世界大戦前にはこの国境にそってマジノ線とジークフリート線という二つの要塞線が構築された。
2007年にはフランスのユナングとドイツのヴァイル・アム・ラインの間に単スパンとしては世界最長の歩行者・自転車専用橋である三カ国橋が架けられた。